# Шафран, Аркадий Менделевич
Арка́дий Ме́нделевич Шафра́н (21 августа 1907, Санкт-Петербург — 30 августа 1983, Москва) — советский оператор и режиссёр неигрового кино, фронтовой кинооператор в годы Великой Отечественной войны. Лауреат Сталинской премии второй степени (1941).

## Биография
Родился в Санкт-Петербурге (по другим сведениям — в Москве). С 1925 по 1926 год работал в ленинградском кинотеатре «Рампа» плакатистом.
С 1929 года работал на московской кинофабрике «Совкино» (с 1933 года — «Союзкино»). В 1931 году окончил Ленинградский учебный комбинат высшей и средней кинофототехники. Участник дрейфа ледокола «Челюскин», на материале которого создан документальный фильм о подвиге советских полярников «Герои Арктики» (1934)
С 1934 года работал на Ленинградском кинокомбинате (в том же году ставший «Ленфильмом»), с 1937 года — на Московской студии кинохроники («Центральная студия кинохроники» с 1940 года). С июня 1941 года оператор в киногруппе Западного, в октябре того же года под Брянском попал в плен вместе с ассистентом А. Николаевичем и водителем полуторки. Вскоре ему удалось бежать, пересечь линию фронта в районе Алексичи и впоследствии добраться до Москвы.
В дальнейшем снимал в киногруппах Юго-Западного, Центрального, 1-го Украинского и Воронежского фронтов. По окончании войны — на Центральной студии документальных фильмов.
Как член съёмочной группы фильма «По Краснодарскому краю» (1952) в феврале 1953 года был уволен со студии по личному указанию Сталина с лишением права работать в кино.
С 1954 года на студии «Моснаучфильм» (с 1966 года — «Центрнаучфильм»). Автор сюжетов для кинопериодики «Железнодорожник», «Наука и техника», «Новости сельского хозяйства», «Новости строительства», «Новости химической промышленности», «Пионерия», «Советский спорт», «Союзкинохроника».
Член Союза кинематографистов СССР с 1957 года.
Похоронен в Москве на Востряковском кладбище.

## Фильмография
Оператор
- 1931 — Гордость третьего решающего — «Магнитострой» (совместно с С. Савенко)
- 1932 — Слово большевика (совместно с М. Трояновским)
- 1934 — Герои Арктики / Челюскин (совместно с М. Трояновским)[11]
- 1934 — Челюскин (совместно с М. Трояновским)
- 1934 — Челюскинцы / Одиссея «Челюскина» (совместно с М. Трояновским)
- 1935 — Подруги — (совместно с В. Рапопортом)
- 1937 — День в парке культуры и отдыха
- 1937 — Сыны трудового народа (в соавторстве)
- 1937 — Центральный парк культуры и отдыха г. Москвы
- 1938 — Флагман Арктики
- 1939 — Испанские дети в СССР (в соавторстве)
- 1939 — Одиннадцать столиц (в соавторстве)
- 1940 — XXIII Октябрь
- 1940 — Библиотека имени В. И. Ленина
- 1940 — На Дунае / Голубой Дунай) (в соавторстве)
- 1941 — Максим Горький (в соавторстве)
- 1941 — На лыжи! (в соавторстве)
- 1941 — Украина
- 1942 — Наш русский фронт / Our Russian Front (использованы снятые им кадры)
- 1942 — К переговорам премьер-министра Великобритании г-на Уинстона Черчилля с Председателем СНК СССР И. В. Сталиным (в соавторстве)
- 1943 — Всесоюзная инструментальная конференция 1943 года
- 1944 — Авиация дальнего действия (в соавторстве)
- 1944 — К вопросу о перемирии с Финляндией (в соавторстве)
- 1945 — XXVIII Октябрь (цветной и ч/б варианты; в соавторстве)
- 1945 — Александр Покрышкин (в соавторстве)
- 1945 — К пребыванию в Москве государственного секретаря Соединённых Штатов Америки г-на Эдварда Р. Стеттиниуса (в соавторстве)
- 1945 — Освобождённая Чехословакия (в соавторстве)
- 1945 — Парад Победы (ч/б вариант; в соавторстве)
- 1945 — Первомайский парад в Москве (в соавторстве)
- 1945 — Подписание договора о дружбе, взаимной помощи и послевоенном сотрудничестве между Советским Союзом и Польской Республикой (в соавторстве)
- 1946 — XXIX Октябрь (в соавторстве)
- 1946 — День авиации (в соавторстве)
- 1946 — Земля родная (в соавторстве)
- 1946 — Зимой (в соавторстве)
- 1946 — Молодость нашей страны (в соавторстве)
- 1947 — XXIX годовщина Советской армии (в соавторстве)
- 1947 — Всесоюзный парад физкультурников 1947 года (цветной и ч/б варианты; в соавторстве)
- 1947 — Первое Мая (цветной вариант; в соавторстве)
- 1947 — Слава Москве / 800-летие Москвы (в соавторстве)
- 1947 — Советская Литва (в соавторстве)
- 1948 — Виссарион Белинский (совместно с А. Левитаном)
- 1948 — День артиллерии (в соавторстве)
- 1948 — Зимняя спартакиада народов РСФСР (в соавторстве)
- 1948 — На страже мира (в соавторстве)
- 1948 — Праздник советской песни
- 1949 — А. С. Пушкин
- 1950 — Советская Молдавия
- 1950 — Советский Азербайджан
- 1951 — По берегам Верхней Волги
- 1952 — 500-летие со дня рождения Леонардо да Винчи (совместно с В. Страдиным, П. Опрышко)
- 1952 — По Краснодарскому краю (совместно с З. Фельдманом, М. Глидером)
- 1953 — Клайпеда
- 1953 — Твои книжки
- 1955 — Меченые атомы
- 1957 — Московский автомобильный
- 1958 — Горький (в соавторстве)
- 1959 — Автоматизированный элеватор
- 1960 — Новое в градостроительстве
- 1961 — Грузовые автомобили «ЗИЛ»
- 1966 — Двадцать минут в мире иллюзий
- 1968 — Встречи в Ялте

Режиссёр
- 1934 — Челюскин (совместно с М. Трояновским)
- 1934 — Челюскинцы / Одиссея «Челюскина» (совместно с М. Трояновским)
- 1938 — Флагман Арктики
- 1955 — Выставка кустарных изделий Индии
- 1957 — Московский автомобильный
- 1959 — Автоматизированный элеватор
- 1960 — Новое в градостроительстве
- 1961 — Грузовые автомобили «ЗИЛ»
- 1970 — Телевизионная башня в Останкино
- 1971 — Акустика зрительного зала

## Награды и премии
- орден Красной Звезды (20 апреля 1934) — за съёмки гибели ледокола «Челюскин»[9];
- Гран-при на фестивале в Венеции (1934) — за фильм «Герои Арктики»[9];
- орден Отечественной войны II степени (4 декабря 1944)[9];
- Сталинская премия второй степени (1941) — за съёмки документального фильма «На Дунае» (1940)[3];
- медали СССР[9].

## Комментарии
1. ↑  Из воспоминаний о Шафране его коллеги Семёна Школьникова в книге «Сквозь огонь и стужу»: «Несколько месяцев пробирался к своим по тылам врага. На студию явился в армяке, перетянутом верёвкой, в лаптях… Едва признали»[7].